# Salto con gli sci ai IX Giochi olimpici invernali
Nel salto con gli sci ai IX Giochi olimpici invernali si sono disputate due gare maschili (trampolino normale, trampolino lungo).

## Programma
| Salto con gli sci ai IX Giochi olimpici invernali | Salto con gli sci ai IX Giochi olimpici invernali | Salto con gli sci ai IX Giochi olimpici invernali | Salto con gli sci ai IX Giochi olimpici invernali | Salto con gli sci ai IX Giochi olimpici invernali | Salto con gli sci ai IX Giochi olimpici invernali | Salto con gli sci ai IX Giochi olimpici invernali | Salto con gli sci ai IX Giochi olimpici invernali | Salto con gli sci ai IX Giochi olimpici invernali | Salto con gli sci ai IX Giochi olimpici invernali | Salto con gli sci ai IX Giochi olimpici invernali | Salto con gli sci ai IX Giochi olimpici invernali | Salto con gli sci ai IX Giochi olimpici invernali |
| Eventi / Giorni                                   | Gennaio/Febbraio 1964                             | Gennaio/Febbraio 1964                             | Gennaio/Febbraio 1964                             | Gennaio/Febbraio 1964                             | Gennaio/Febbraio 1964                             | Gennaio/Febbraio 1964                             | Gennaio/Febbraio 1964                             | Gennaio/Febbraio 1964                             | Gennaio/Febbraio 1964                             | Gennaio/Febbraio 1964                             | Gennaio/Febbraio 1964                             | Gennaio/Febbraio 1964                             |
| Eventi / Giorni                                   | 29                                                | 30                                                | 31                                                | 1                                                 | 2                                                 | 3                                                 | 4                                                 | 5                                                 | 6                                                 | 7                                                 | 8                                                 | 9                                                 |
| ------------------------------------------------- | ------------------------------------------------- | ------------------------------------------------- | ------------------------------------------------- | ------------------------------------------------- | ------------------------------------------------- | ------------------------------------------------- | ------------------------------------------------- | ------------------------------------------------- | ------------------------------------------------- | ------------------------------------------------- | ------------------------------------------------- | ------------------------------------------------- |
| Trampolino normale                                |                                                   |                                                   | Finale                                            |                                                   |                                                   |                                                   |                                                   |                                                   |                                                   |                                                   |                                                   |                                                   |
| Trampolino lungo                                  |                                                   |                                                   |                                                   |                                                   |                                                   |                                                   |                                                   |                                                   |                                                   |                                                   |                                                   | Finale                                            |

## Podi
| Evento                        | Oro              | Perform. | Argento          | Perform. | Bronzo            | Perform. |
| Trampolino normale (dettagli) | Veikko Kankkonen | 229,9    | Toralf Engan     | 226,3    | Torgeir Brandtzæg | 222,9    |
| Trampolino lungo (dettagli)   | Toralf Engan     | 230,7    | Veikko Kankkonen | 228,9    | Torgeir Brandtzæg | 227,2    |

## Medagliere
| Posizione | Paese     |   |   |   | Totale |
| --------- | --------- | - | - | - | ------ |
| 1         | Norvegia  | 1 | 1 | 2 | 4      |
| 2         | Finlandia | 1 | 1 | 0 | 2      |
| Totale    | Totale    | 2 | 2 | 2 | 6      |